# Folkbank
Folkbank var i Sverige ett begrepp för en form av bank från runt år 1867 till tidigt 1900-tal.
När folkbanksrörelsen kom till Sverige tog den inspiration från den tyska socialpolitikern Hermann Schulze-Delitzsch. Den första folkbanken var Örebro folkbank, grundad 1867. Under de följande decennierna grundades flera folkbanker av varierande storlek runtom i Sverige. Folkbankerna kunde vara helt nya inrättningar, men många var ombildade sparbanker. Organisatorisk kunde folkbankerna ta sig många uttryck, vissa var aktiebolag från starten, andra hade andra organisationsformer. När begreppet sparbank stramades upp med 1892 års sparbankslag valde många sparbanker som inte kunde leva upp till den nya definitionen av ombilda sig som folkbanker.
1903 års banklag ledde att begreppet "bank" helt reserverades till antingen sparbanker eller oktrojerade banker. Folkbanker som inte ville ombildas till aktiebolag tog då andra namn som "kreditkassa" eller dylikt och begreppet folkbank förlorade sin tidigare mening.
De folkbanker som fanns kvar efter 1904 uppgick med tiden i andra banker. Den som fanns kvar längst tid var Jämtlands Folkbank, vars kontorsrörelse uppgick i Mellersta Norrlands Föreningsbank 1990. Med detta följde även rätten till namnet "Folkbanken". När Föreningsbanken gick ihop med Sparbanken Sverige spekulerades det om att den sammanslagna banken skulle kalla sig Folkbanken, vilket inte skedde.